# Granville (Vermont)
Granville – miasto w Stanach Zjednoczonych, w stanie Vermont, w hrabstwie Addison.